# Elena Burke
Elena Burke (tên khai sinh là Romana Elena Burgues Gonzalez, sinh ngày 28 tháng 2 năm 1928 tại Havana, Cuba – mất ngày 9 tháng 6 năm 2002) là ca sĩ Cuba nổi tiếng với những bản ballad trữ tình.

## Tiểu sử
Vào thập niên 40 của thế kỉ XX, bà bắt đầu sự nghiệp khi tham gia đài phát thanh. Năm 1952, nghệ sĩ piano Aida Diestro thành lập nhóm hát bốn người mang tên Cuarteto Keyboardida. Các thành viên ban đầu là Elena Burke, Moraima Secada, Omara Portuondo và Haydée Portuondo. Khi đã nổi tiếng, bà tách khỏi ban nhạc để bắt đâu hát độc diễn. Vào thời Cách mạng Cuba, bà là nghệ sĩ solo nổi tiếng, biểu diễn trong các quán rượu thanh lịch ở Havana. Giọng hát của bà ấy càng ngày càng mạnh mẽ theo tuổi tác, nhờ kỹ thuật hát tinh tế vốn được thể hiện trong mọi bài hát, luôn trĩu nặng xúc cảm. Trong nhiều năm, bà biểu diễn với các ban nhạc khiêu vũ hàng đầu Cuba như Orquesta Aragón, với các ca sĩ, nhạc sĩ nổi tiếng như Pablo Milanés. Bà có khả năng "hát một ca khúc buồn bất kì và khiến ca khúc đó da diết hơn". Bà chạm vào trái tim đầy cảm xúc của khán giả bằng sự chân thành hữu hình. Do đó bà còn có biệt danh là "Señora Sentimiento" (Người phụ nữ giàu xúc cảm). Mặc dù bà chủ yếu hát lại các bài hát cổ điển của Cuba, các cover ca khúc luôn mang nét riêng và được hỗ trợ bởi các nhạc sĩ và dàn nhạc hàng đầu. Con của bà là Malena Burke và cháu của Lena, cũng là ca sĩ nổi tiếng người Cuba.